# 아카데비
아카데비(칸나다어: ಆಕ್ಕದೀವಿ, 1010-1064)는 카르나타카의 서찰루키아 공주이자 오늘날의 비다르구, 바갈코트구, 비자푸르구에 위치한 키슈카두의 부왕이었다. 그녀는 서찰루키아 국왕 자야심하 2세의 누이이자 소메슈바라 1세의 숙모였다.
아카데비는 유능한 행정가이자 유능한 장군으로 잘 알려져 있다. 그녀는 '미덕의 미녀'라는 뜻의 구나다베당기라고도 불렸다.
찰루키아 왕조의 통치는 남인도 역사에서 중요한 이정표이자 카르나타카의 역사에서 황금기였다. 찰루키아는 600년 이상 인도의 데칸 고원을 통치했다. 아카데비는 촐라, 그리고 그들의 먼 사촌인 벵기의 동찰루키아와 끊임없이 갈등을 빚었던 서찰루키아의 왕족이었다.
아카데비는 통치 기간 동안 영토를 확장하고 교부금을 통해 교육을 장려했으며, 자이나교와 힌두교 사원에 아낌없이 기부했다.
아카데비는 "위대한 명성과 결과를 가져온 인물"로 알려져 있다. 1022년에 쓰인 비문에는 그녀가 전쟁에서 바이라비만큼 용감했다고 적혀있다. 그녀는 고카게 또는 고카크 요새를 포위하여 지역 반란을 진압했으며, 브라만에게 교부금을 지급하여 교육을 장려한 것으로 알려져 있다